# Couvent Sainte-Marthe de Périgueux
Le couvent Sainte-Marthe est un couvent français implanté à Périgueux dans le département de la Dordogne, en région Nouvelle-Aquitaine. Il a été édifié au XIXe siècle mais conserve une chapelle du XVIe siècle en ses murs.

## Présentation
Le couvent Sainte-Marthe se situe en Périgord, au centre du département de la Dordogne, au centre-ville de Périgueux, en rive droite de l'Isle. C'est une propriété de la commune, sise 2 rue de la Cité.

## Histoire

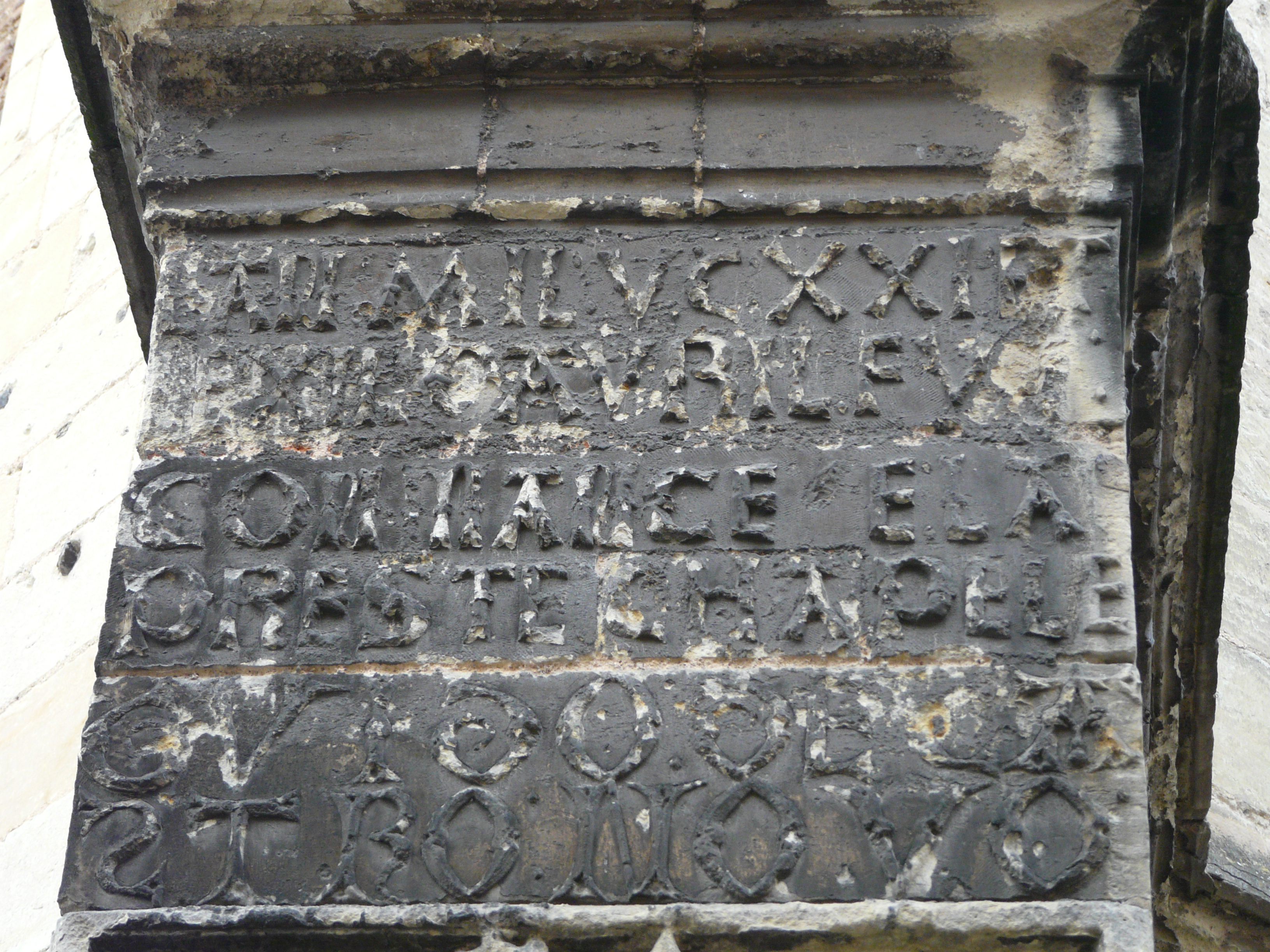
Inscription de 1521.

Implanté sur les vestiges des remparts de Vésone des IIe et IIIe siècles classés au titre des monuments historiques le 7 janvier 1942, le couvent Sainte-Marthe a été édifié en 1855, tout en conservant intacte en ses murs l'ancienne chapelle Saint-Jean-Baptiste.

Un cloître était adossé au nord de l'ancienne cathédrale Saint-Étienne. Au nord de ce cloître se trouvait l'évêché. Attenant au cloître, mais faisant partie de l'évêché, se trouve la chapelle Saint-Jean-Baptiste qui daterait du XIIe siècle. Le chœur de la chapelle a été détruit puis reconstruit au XVIe siècle (travaux commencés en 1521 comme l'indique une inscription sur le contrefort sud-est). Les protestants ont été maîtres de Périgueux entre 1575 et 1581. L'annaliste périgourdin du XVIIe siècle R.P. Jean Dupuy a écrit dans Estat de l'Église du Perigord, depuis le christianisme : 

« L'huguenot, demeurant paisible possesseur, emploie l'année suivante 1577 pour démolir totalement les couvents de S. François, S. Dominique, S. Augustin ; l'église cathédrale, que les bourgeois avaient un peu gastée les années auparavant, maintenant est mise en un monceau de pierres ; comme le chasteau épiscopal qui était tout proche et d'une fabrique admirable, maintenant voit ses tours renversées. »

Après la reprise de Périgueux par les catholiques, en 1581, les chapitres de la cathédrale Saint-Étienne et de la collégiale Saint-Front se sont réunis pendant quelque temps dans l'église Saint-Front. Mais les chanoines de la cathédrale Saint-Étienne voulant reprendre leur autonomie ont décidé de faire le service divin dans la chapelle Saint-Jean-Baptiste à partir de 1607 car la cathédrale était en ruine et devait être restaurée par Mgr de la Béraudière. En 1647, les chanoines ont concédé la chapelle à la confrérie des Pénitents blancs. En 1817, sa nef est rasée pour en chasser les Pénitents blancs qui y logeaient,. Il ne reste de la chapelle que le sanctuaire. La nef détruite avait une longueur de 19 m.
La congrégation Sainte-Marthe a été fondée à Périgueux en 1643 et s'est occupée de l'hôpital Brunet qui a été alors appelé Hôpital Sainte-Marthe. Les religieuses ont été chassées de l'hôpital pendant la Révolution et le réintègrent entre 1802 et 1835. En 1852, les sœurs s'installent dans le couvent construit pour elles au nord de l'ancienne cathédrale Saint-Étienne. Une autre chapelle est bâtie pour le couvent en 1856, puis agrandie en 1876.
La statue représentant sainte Marthe située au-dessus de l'entrée du couvent est l'œuvre du sculpteur Germain Goudeau (1814-1858).
Les religieuses réutilisent des pierres des anciennes fortifications romaines pour créer un jardin de rocailles appelé la Montagne Chambon.
Le 29 novembre 1888, le couvent est classé au titre des monuments historiques pour la chapelle du XVIe siècle.
En décembre 2015, les quatre sœurs restantes de la congrégation quittent ces locaux pour Trélissac. L'institution met en vente le couvent, hormis l'école et le collège Sainte-Marthe attenants, la chapelle Saint-Jean-Baptiste demeurant la propriété de la ville de Périgueux. De très nombreux objets et le mobilier (vaisselle, draps brodés, tableaux, crucifix, armoires, stalles, ainsi que la statue de sainte Marthe et une cloche datée de 1856) sont mis en vente aux enchères les 16 et 17 avril 2016. Deux autres sessions de ventes aux enchères sont programmées pour les week-ends des 11 et 12 juin (mobilier, lutrin en fer forgé, statue de saint Joseph et l'enfant Jésus, Bible datant de 1777, etc.), puis des 25 et 26 juin 2016 (mobilier, livres religieux et blanchisserie).
En 2017, le couvent est vendu à un groupe immobilier et les bâtiments, une fois restructurés et agrandis, devraient accueillir une maison de retraite. En décembre 2018, la mairie accorde un permis de construire pour une résidence service séniors de 93 logements sur cinq niveaux, à la place de l'école Sainte-Marthe.
En 2019, lors des fouilles archéologiques préalables à la nouvelle construction, des murs de l'ancien palais épiscopal ont été révélés, ainsi qu'une partie de l'aqueduc gallo-romain.
Composée de 92 logements, la résidence pour seniors « Les Jardins d'Arcadie » devrait ouvrir ses portes en juin 2023.

## Architecture et mobilier

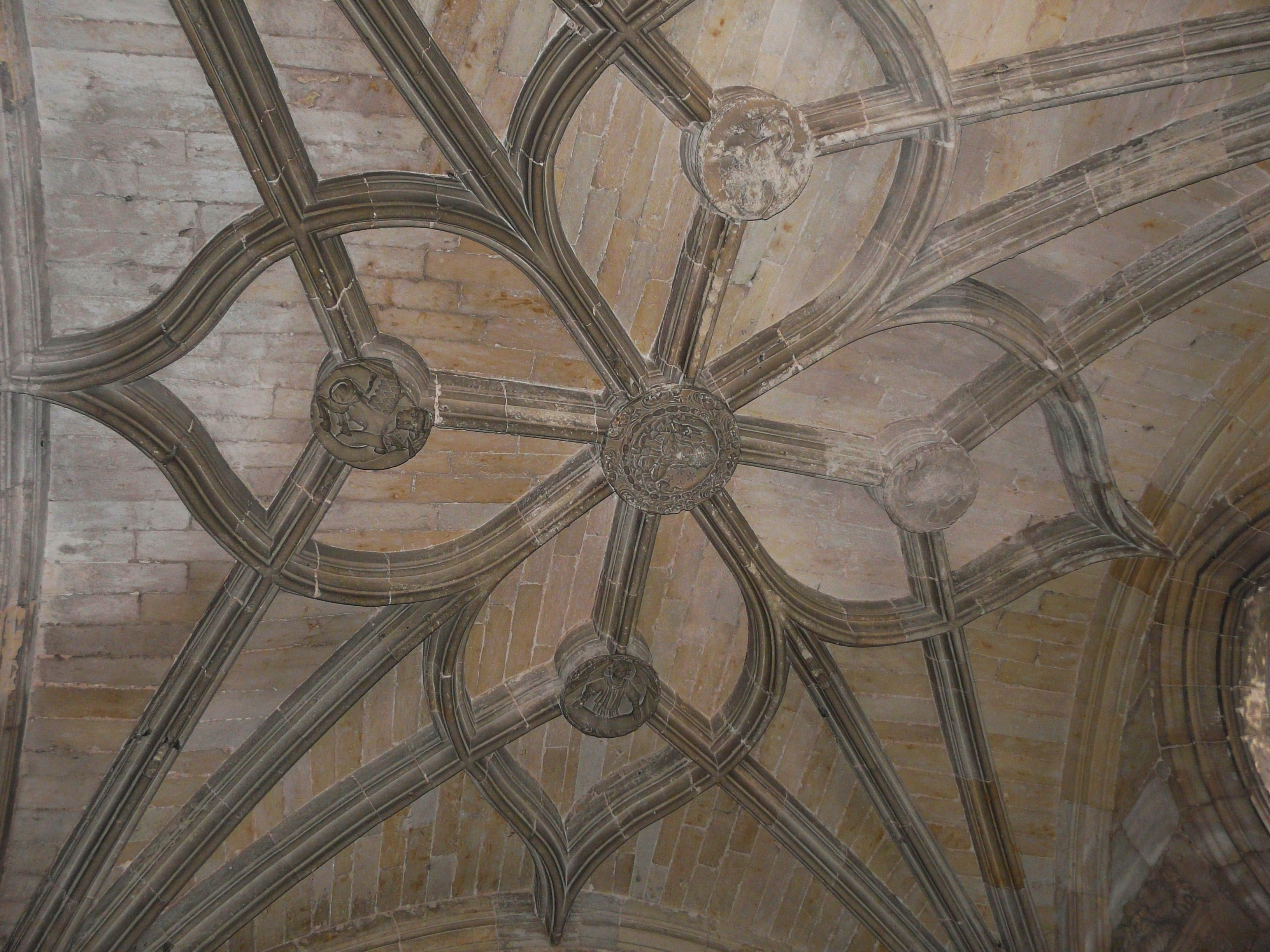
Le plafond de la chapelle Saint-Jean-Baptiste.

La chapelle Saint-Jean-Baptiste se compose en fait de deux chapelles, au rez-de-chaussée et à l'étage, voûtées d'ogives.
Une copie du XVIIIe siècle d'une toile peinte à l'huile par Simon François (1606–1671), représentant saint Vincent de Paul, est exposée dans le couvent Sainte-Marthe. Ce portrait en buste et de trois-quarts est un objet mobilier classé au titre des monuments historiques depuis le 17 juillet 1970.

## Galerie de photos

Chapelle Saint-Jean-Baptiste
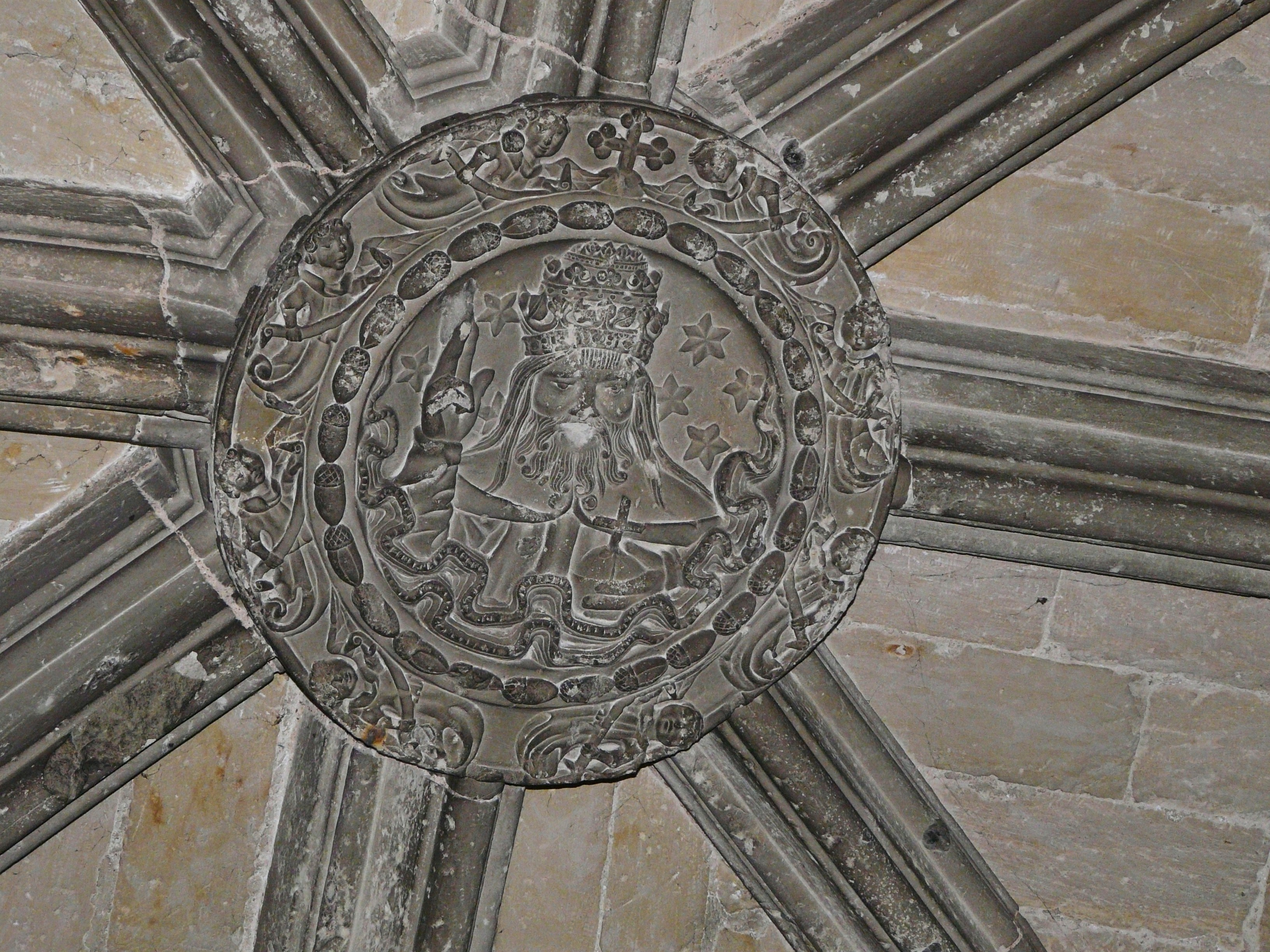
Clé de voûte.
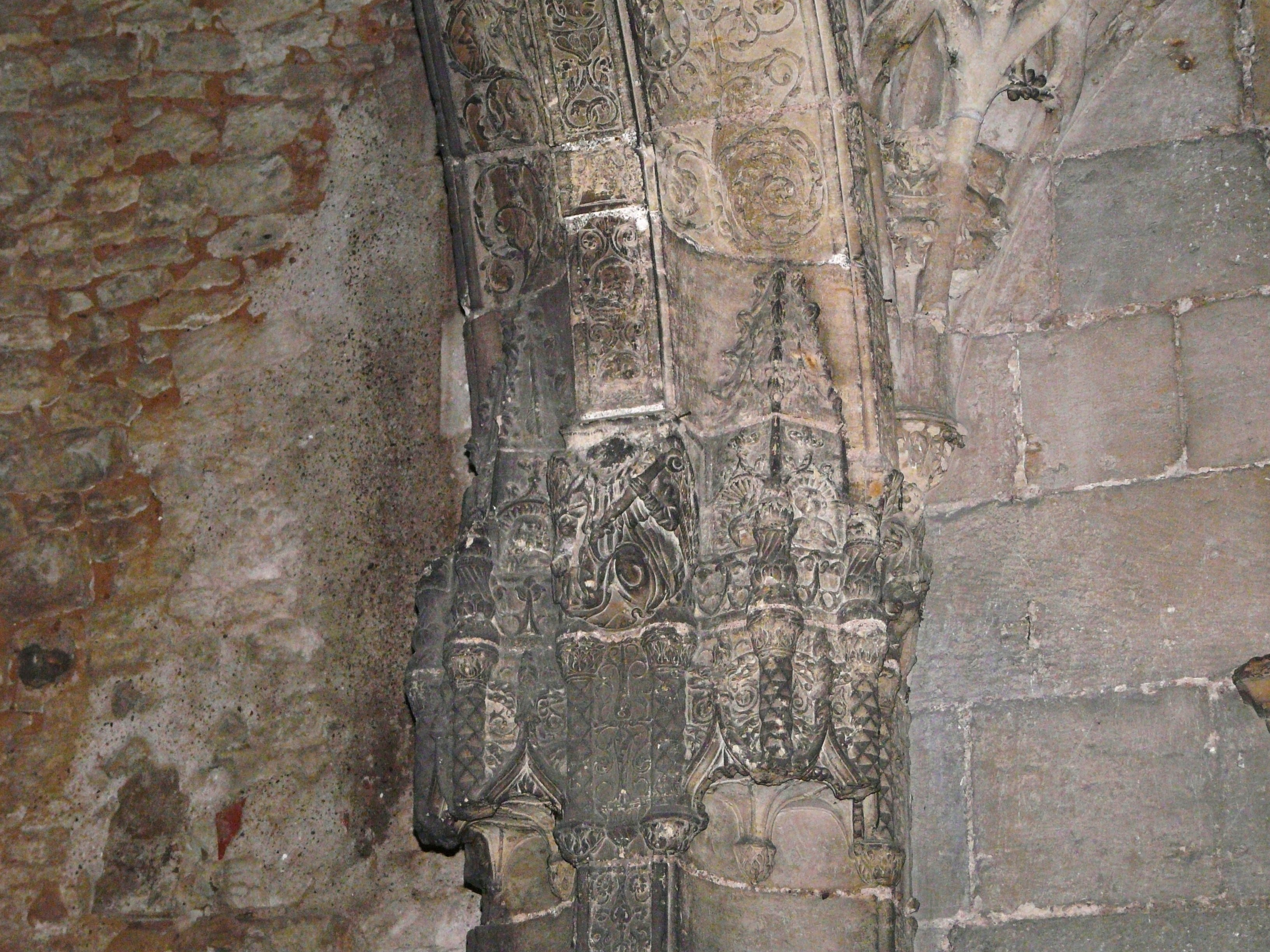
Sculptures en bas-relief.
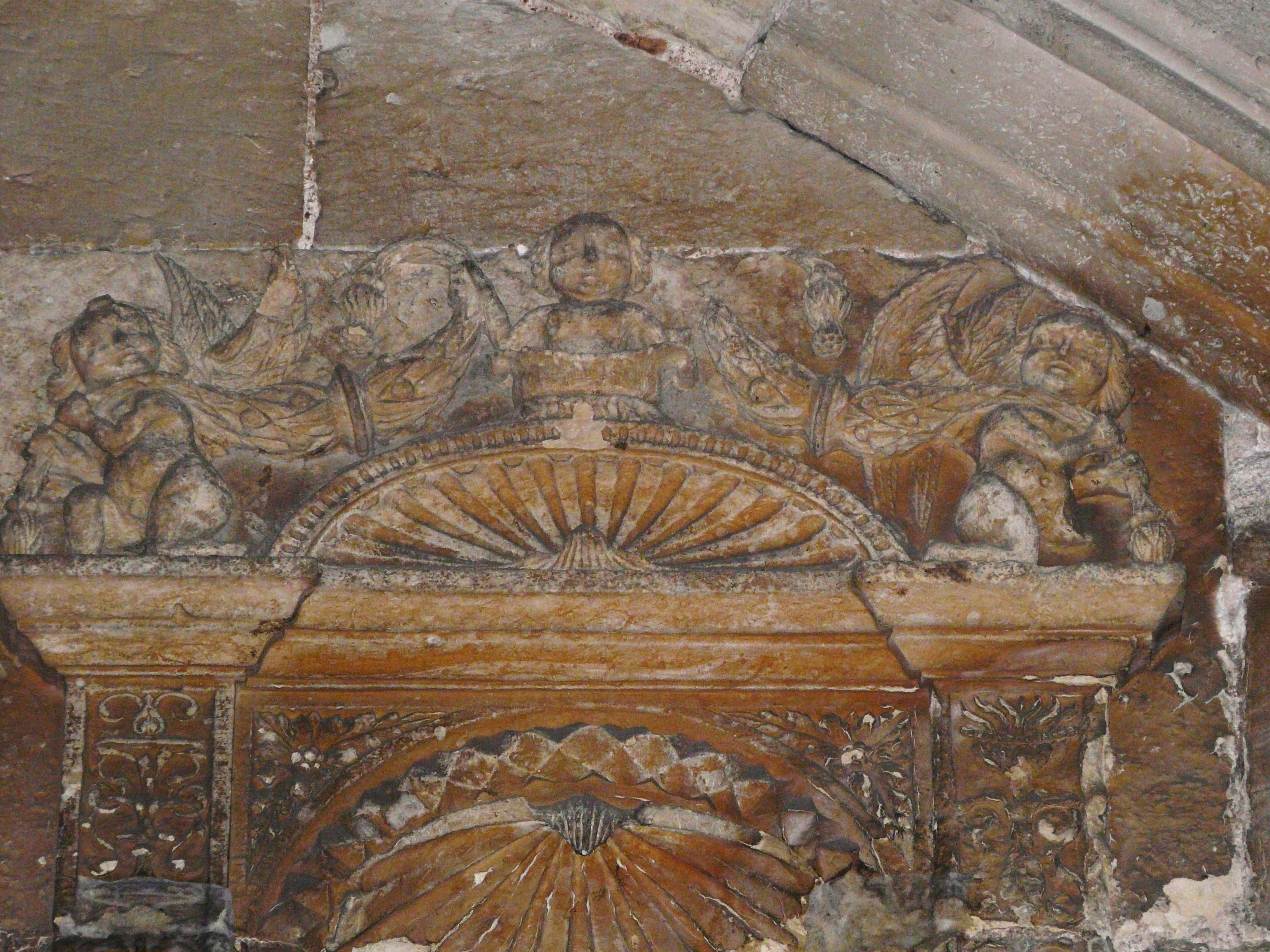
Sculptures en bas-relief.
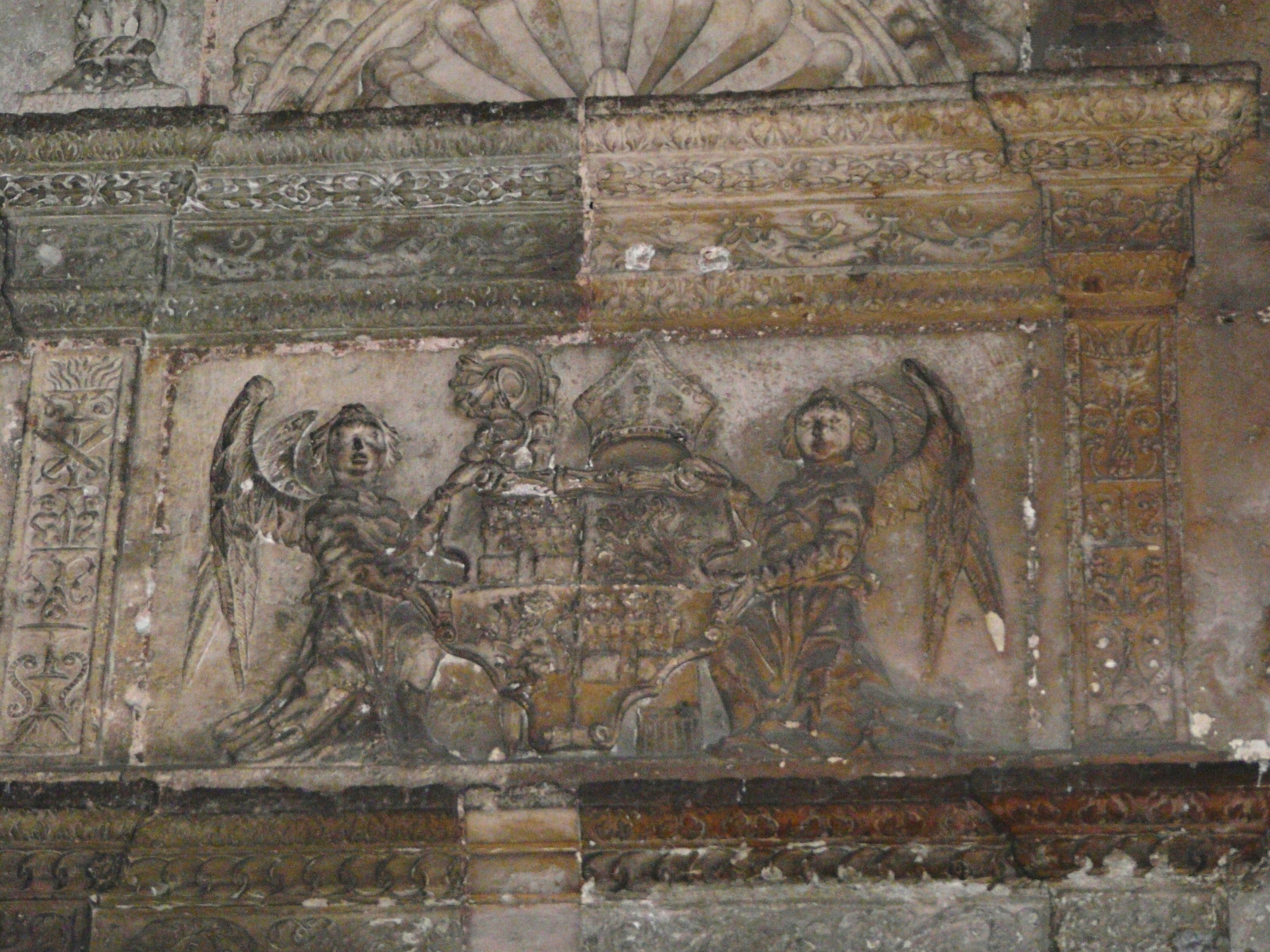
Sculptures en bas-relief.
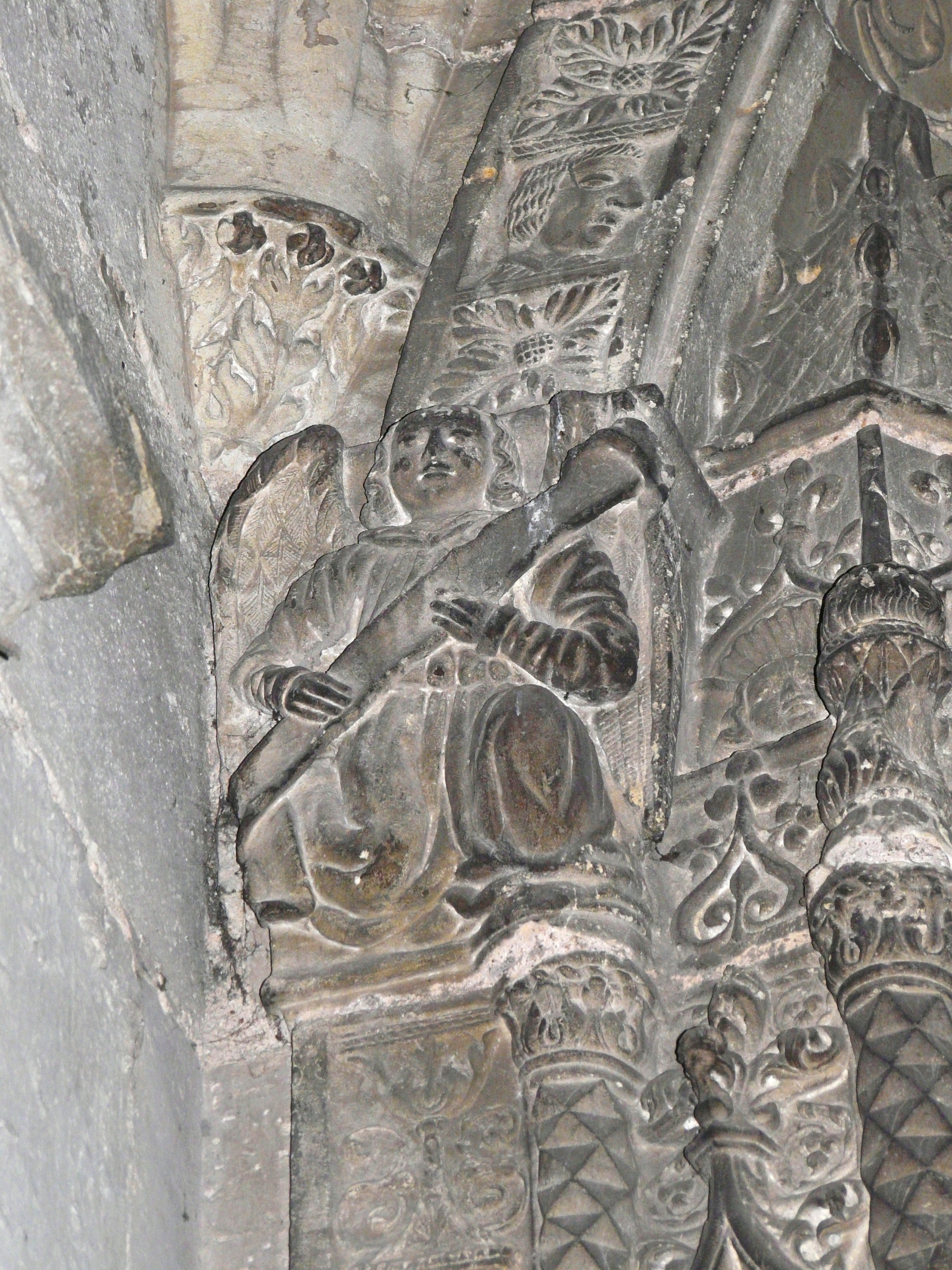
Sculptures en bas-relief.